# Society of Women Musicians
La Society of Women Musicians (Sociedad de Mujeres Músicas) fue un grupo inglés fundado en 1911 para la cooperación mutua entre mujeres compositoras e intérpretes, en respuesta a las limitadas oportunidades profesionales para las mujeres músicas en ese momento. Las fundadoras incluyeron a la compositora Katharine Emily Eggar, la musicóloga Marion Scott y la cantante Gertrude Eaton. 37 mujeres asistieron a la primera reunión, celebrada el 11 de julio de 1911 en el Instituto de la Mujer, en 92 Victoria Street, incluidas Rebecca Helferich Clarke, Alma Haas y Liza Lehmann, quien más tarde se convirtió en la primera presidenta del grupo. El primer concierto se celebró el 25 de enero de 1912 en la sala pequeña del Queen's Hall. Siguieron conciertos regulares en el mismo lugar y en las salas Aeolian y Wigmore. Presentaron estrenos de compositoras tales como Ethel Barns, Rebecca Clarke, Katharine Eggar, Dorothy Howell, Liza Lehmann, Fiona McCleary, Marion Scott y Ethel Smyth. En años posteriores también hubo estrenos de Ruth Gipps, Elisabeth Lutyens, Elizabeth Maconchy y Elizabeth Poston.
El grupo tuvo varias músicas influyentes como presidentes, entre ellos Cécile Chaminade, Astra Desmond, Myra Hess, Rosa Newmarch, Evelyn Suart y Elizabeth Poston. El cargo de vicepresidente era en gran parte honorario y lo ocupaban mujeres músicas como Nadia Boulanger, Imogen Holst, Elisabeth Lutyens, Elizabeth Maconchy y Fanny Waterman.
Aunque el grupo estaba dirigido a mujeres, los hombres no fueron excluidos y fueron incluidos en la membresía y asistieron a conferencias. Los miembros masculinos incluyeron a Thomas Dunhill y Walter Willson Cobbett. Theodore Holland asistió a un concierto de sus canciones recientes celebrado por la Sociedad el 28 de octubre de 1947, el día antes de su muerte.
Las actividades incluyeron la recolección de una biblioteca, la creación de un coro y una orquesta que ofreció conciertos públicos y privados de obras de miembros de la Sociedad, conferencias y una conferencia de compositores. La Sociedad también participó activamente en la defensa de las mujeres músicas profesionales en las orquestas sinfónicas.
La Sociedad se disolvió en 1972 y sus archivos se entregaron al Royal College of Music.